# Jurnalul de Est
Jurnalul de Est a fost un cotidian din Moldova, înființat în anul 2002.
A fost desființat în ianuarie 2009, la momentul respectiv având 32 de angajați, dintre care 12 erau reporteri.
Cotidianul era distribuit în șase județe din Moldova, respectiv Bacău, Botoșani, Iași, Neamț, Suceava și Vaslui.